# Kalinówka (województwo dolnośląskie)
Kalinówka (niem. Polach) – nieistniejąca już osada w Polsce, która położona była w województwie dolnośląskim, w powiecie lubińskim, w gminie Rudna.
W latach 1975–1998 miejscowość administracyjnie należała do województwa legnickiego.
W latach 70. XX w. wieś została wysiedlona i zburzona. Obecnie na jej terenie znajduje się zbiornik poflotacyjny Żelazny Most. Wieś prawdopodobnie powstała już w średniowieczu, określana była jako rycerska. Właściciele nieznani do początku XVIII w. W 1728 r. wymieniano rodzinę von Unruch. W roku 1759 majątek kupiła włoska baletnica – Barbera Campanini zwana La Barberiną. W pobliskim Barszowie założyła konwent dla dziewcząt szlacheckich Fräuleinstift, a folwark Kalinówka był zapleczem gospodarczym. Po jej śmierci w 1789 r. folwark został wydzierżawiony. Ostatnim zarządcą przed II wojną światową był Friedrich Anders.
Zabudowa wiejska rozłożona była wzdłuż drogi z Rudnej do Polkowic. Majątek znajdował się pośrodku wsi.
W maju 1939 roku wieś liczyła 136 mieszkańców.